# جان لاینز
جان لاینز (به انگلیسی: John Lyons) (متولد ۲۳ مه ۱۹۳۲ در استرت‌فورد، لانکاشایر – درگذشته ۱۲ مارس ۲۰۲۰) زبان‌شناس انگلیسی بود. معروفترین کارهای وی در معناشناسی است.

## آثار
- Structural Semantics (1964)
- Introduction to Theoretical Linguistics (1968)
- Chomsky (Fontana Modern Masters, 1970)
- New Horizons in Linguistics (1970) (as editor)
- Semantics, Volumes 1 and 2 (1977)
- Language and Linguistics (1981)
- Language, Meaning and Context (1981)
- New Horizons in Linguistics 2 (1987) (as co-editor)
- Natural Language and Universal Grammar (1991)
- Linguistic Semantics: An introduction (1995)

## آثار ترجمه شده به فارسی
- «چامسکی»، جان لاینز، احمد سمیعی (مترجم)، تهران: خوارزمی، ۱۳۵۷
- مقدمه‌ای بر معناشناسی زبان شناختی، جان لاینز، حسین واله (مترجم)، تهران: گام نو، ۱۳۸۵
- زبان و زبانشناسی، جان لاینز، مرضیه ایزدپرست (مترجم)، شیراز: آوند اندیشه، دانشگاه آزاد اسلامی (شیراز)، ۱۳۸۶
- معنی‌شناسی زبان‌شناختی، جان لاینز، مجتبی منشی‌زاده (مترجم)
- درآمدی بر معنی‌شناسی، جان لاینز، کورش صفوی (مترجم)